# Мута (Мута)
Мута (словен. Muta) — поселення в общині Мута, Регіон Корошка, Словенія. Висота над рівнем моря: 366,5 м.